# It's Over Now
"It's Over Now" är en R&B-låt framförd av den kanadensiska sångerskan Deborah Cox och är det andra spåret på hennes album One Wish. Låten komponerades av Kay-Gee från musikgruppen Naughty by Nature.
I låten sjunger sångerskan om hur hennes älskare har varit otrogen och att deras relation därför är slut. Cox beskrev låten som mycket annorlunda från hennes övriga låtar; "Folk kommer inte att tro att det är jag, den har ett annat element i sig." Den 4 maj 1999 släpptes låten som andra singel från albumet och klättrade till en 20:e plats på USA:s R&B-lista. Den lyckades dock inte nå upp till föregångarens framgångar. Singeln tog sig även till en 49:e plats på Storbritanniens singellista UK Singles Chart. Dyme gav ut en remixversion som klättrade till toppen på USA:s danslista; detta blev Cox tredje listetta i följd.
"It's Over Now" nominerades till en Soul Train Music Award för utmärkelsen "Best Female R&B/Soul Single".

## Musikvideo
I musikvideon för "It's Over Now" befinner sig sångerskan i futuristiska miljöer medan hon står ansikte mot ansikte med sin pojkvän och sjunger refrängen, "You've been cheatin' and tellin' me lies. You've been creepin' while I'm sleepin' at night, and you've been chasin' every girl in sight, and you've been messin' round and lyin' down. It's Over Now."   

## Format och innehållsförteckningar
- Amerikansk CD-singel

1. "It's Over Now" (Album Version)
2. "It's Over Now" (Allstar Mix)
3. "It's Over Now" (Hex Retro-Future Mix)
4. "It's Over Now" (Hex Hector Club Mix)
5. "It's Over Now" (Junior Vasquez Anthem Mix)
6. "It's Over Now" (Hex Retro-Future Vocal Dub)
7. "It's Over Now" (Junior Dub Club Dub)
8. "Nobody's Supposed to Be Here" (Special-Slow To Fast-Version)

- Amerikansk vinyl

1. "It's Over Now" (Album Version)
2. "It's Over Now" (Allstar Mix)
3. "We Can't Be Friends" (Album Version)

## Listor
| Lista (1999)                                            | Topp position |
| ------------------------------------------------------- | ------------- |
| Amerikanska Billboard Hot 100                           | 70            |
| Amerikanska Billboard Hot R&B/Hip-Hop Songs             | 20            |
| Amerikanska Billboard Hot Dance Club Songs              | 1             |
| Amerikanska Billboard Hot Dance Music/Maxi Singles Sale | 5             |
| Storbritanniens UK Singles Chart                        | 49            |